# Pentax S2 Super
Pentax S2 Super — малоформатный однообъективный зеркальный фотоаппарат, производившийся фирмой Asahi Optical с 1962 до 1968 года в чёрном и чёрно-серебристом исполнении. Всего выпущено около 52 500 камер этой модели, после чего она была снята с производства. Модель не предназначалась для экспорта и была, по сути, немного упрощённым в маркетинговых целях вариантом камеры Pentax SV. Версий камеры с другими обозначениями фирмы Honeywell нет.

## Отличия от камерыPentax SV
В угоду низкой стоимости, автоспуск в S2 Super отсутствовал, и диск вокруг рулетки обратной перемотки выглядел как у камеры S1. Камера комплектовалась кит-объективом: «Super-Takumar 55 мм 1:2», который мог диафрагмироваться полностью (закрытие и открытие) автоматически. Это позволяло производить наводку на резкость при открытой диафрагме, что упрощало задачу (особенно в условиях недостаточной освещенности). Старшая модель Pentax SV комплектовалась более светосильным объективом «Super-Takumar 55мм 1:1,8». По некоторым источникам эти объективы оптически ничем не отличались.
В остальном камера полностью аналогична. Как и в SV выдержки затвора задавались единственным диском на верхней панели камеры. Набор выдержек отрабатываемых затвором остался без изменений: 1/1000, 1/500, 1/125, 1/60, 1/30, 1/15, 1/8, 1/4, 1/2, 1 с, T и B. Внешний вид счётчика отснятых кадров остался таким же как и в SV: большая его часть была теперь скрыта под центральной частью рычага взвода затвора. Видимым было лишь число отображающее текущее значение счётчика. Крошечное окно индикатора рядом с кнопкой спуска, сигнализировало красным, если затвор был взведён. Это нововведение впервые появилось у фирмы на модели S2 и присутствовало во всех резьбовых моделях, KM, KX, и K1000. Камера имела защиту от двойного экспонирования кадра, взвод механического фокально-плоскостного затвора с горизонтальным ходом матерчатых шторок осуществлялся рычагом позаимствованным у Asahi Pentax. Сохранилась и пара синхроконтактов FP и X.
В период производства этой камеры стал выпускаться надевающийся поверх пентапризмы компактный экспонометр Asahi Pentax Meter. Для его установки требовалась специальная выемка на диске выдержек (возле выдержки T). Сцепляясь с диском выдержек при помощи выемки на последнем и зуба на экспонометре экспонометр мог учитывать в расчётах установленную выдержку или наоборот задавать её (задавал выдержку фотограф, но с помощью диска на экспонометре и по его подсказке).

## Совместимость
«Asahi Pentax S2 Super» совместим с любыми объективами с резьбой M37×1 (с помощью адаптера) или M42×1 с рабочим отрезком 45,5 мм.